# Sveučilište Columbia
Sveučilište Columbia, poznato i kao Columbia, glasovito je privatno sveučilište na newyorškom Manhattanu, jedna od sastavnica prestižne Lige bršljana. Najstarija je visokoobrazovna ustanova u New Yorku i peta najstarija u Sjedinjenim Državama. Ustanovljena je na poticaj kralja Đure II. 1754. godine kao Kraljevski koledž pod upravom Commonwealtha, da bi nakon američke pobjede u Ratu za neovisnost postao privatnim sveučilištem pod vodstvom američkih otaca nacije Alexandera Hamiltona i Johna Jaya. Krilaticu sveučilišta čini stih iz Psalma 36, "Tvojom svjetlošću mi svjetlost vidimo".
O ugledu sveučilišta svjedoči njegovo svrstavanje među tri najbolja američka sveučilišta, uz bok Princetonu i Harvardu, ali i podatak da se među studentima sveučilišta ubrajaju trojica američkih predsjednika, petorica osnivača američke nacije, dvadesetdevetorica stranih državnika, desetorica sudaca američkog Vrhovnog suda, devedesetšestorica nobelovaca, stotinjak akademika, pedeset i troje živućih milijardera, jedanaest osvajača olimpijskih odličja, tridesettrojica oskarovaca i stodvadesetpetorica dobitnika Pulitzera.
Na sveučilištu se nalazi i niz istraživačkih ustanova, čiji su znanstvenici sudjelovali u otkriću, izumu, objašnjenju ili poboljšanju lasera, masera, nuklearne magnetske rezonancije, nuklearnog reaktora, nuklearne fuzije, iznašašću prvog dokaza o tektonici ploča i pomicanju kontinenata. Sveučilište Colmubia jedno je od osnivača Udruženja američkih sveučilišta. Sveučilišna knjižnica s više od četrnaest milijuna primjeraka treća je najveća privatna knjižnica u SAD-u.

## Vanjske poveznice
- Službene stranice Sveučilišta